# Kanton L'Estuaire
L'Estuaire  is een kanton van het Franse departement Gironde. Het kanton maakt deel uit van het arrondissement Blaye. Het telt 41.515 inwoners in 2018.
Het kanton  werd gevormd ingevolge het decreet van 20 februari 2014 met uitwerking op 22 maart 2015, met Blaye als hoofdplaats.

## Gemeenten
Het kanton omvatte bij zijn vorming 39 gemeenten, waaronder alle gemeenten van de opgeheven kantons  Saint-Ciers-sur-Gironde, Blaye en Bourg.
Door de samenvoeging op 1 juni 2019 van de gemeenten Marcillac en  Saint-Caprais-de-Blaye tot de fusiegemeente (commune nouvelle)  Val-de-Livenne omvat het kanton sindsdien volgende gemeenten: 
- Anglade
- Bayon-sur-Gironde
- Berson
- Blaye
- Bourg
- Braud-et-Saint-Louis
- Campugnan
- Cars
- Cartelègue
- Comps
- Étauliers
- Eyrans
- Fours
- Gauriac
- Lansac
- Mazion
- Mombrier
- Plassac
- Pleine-Selve
- Prignac-et-Marcamps
- Pugnac
- Reignac
- Saint-Androny
- Saint-Aubin-de-Blaye
- Saint-Ciers-de-Canesse
- Saint-Ciers-sur-Gironde
- Saint-Genès-de-Blaye
- Saint-Martin-Lacaussade
- Saint-Palais
- Saint-Paul
- Saint-Seurin-de-Bourg
- Saint-Seurin-de-Cursac
- Saint-Trojan
- Samonac
- Tauriac
- Teuillac
- Val-de-Livenne
- Villeneuve